# Костулены (футбольный клуб)
«Костуле́ны» (рум. Costuleni) — молдавский футбольный клуб из села Костулены. В 2010—2014 годах выступал в Национальном дивизионе, высшей лиге футбола Молдовы.

## История
Клуб был основан в 1938 году.
В сезоне 2008/09 команда одержала победу в Дивизионе «Б» (Север) и вышла в Дивизион «A». Уже в следующем году клуб победил в первенстве и вышел в Национальный дивизион. В сезоне 2010/11 «Костулены» заняли 10 место чемпионата, в 2011/12 — 12 место, в 2012/13 — 8 место, а в 2013/14 — 7 место. В сезоне 2014/15 президент клуба написал письмо в Федерацию футбола Молдовы с просьбой о том, чтобы клуб сняли из чемпионата. В связи с тем, что «Костулены» не сыграли больше половины игр чемпионата, согласно регламенту чемпионата, все результаты клуба в сезоне аннулируются. Начиная с сезона 2015/16 клубу запрещено в течение трёх лет принимать участие в любом из эшелонов чемпионата Молдовы по футболу, после чего команда имеет право заявиться в Дивизион «Б».

## Результаты выступлений
| Сезон   | Дивизион              | Место в чемпионате | И  | В  | Н  | П  | ГЗ | ГП | О  | Кубок Молдовы |
| ------- | --------------------- | ------------------ | -- | -- | -- | -- | -- | -- | -- | ------------- |
| 2008/09 | Дивизион «Б» (Север)  |                    | 22 | 20 | 2  | 0  | 86 | 6  | 62 | 1/16 финала   |
| 2009/10 | Дивизион «А»          | 1                  | 30 | 24 | 2  | 4  | 90 | 27 | 74 | 1/16 финала   |
| 2010/11 | Национальный дивизион | 10                 | 39 | 7  | 6  | 26 | 23 | 68 | 27 | 1/8 финала    |
| 2011/12 | Национальный дивизион | 12                 | 33 | 3  | 11 | 19 | 19 | 54 | 20 | 1/16 финала   |
| 2012/13 | Национальный дивизион | 8                  | 33 | 9  | 11 | 13 | 38 | 48 | 38 | 1/8 финала    |
| 2013/14 | Национальный дивизион | 7                  | 33 | 16 | 4  | 13 | 43 | 33 | 52 | 1/8 финала    |
| 2014/15 | Национальный дивизион | снята с чемпионата | -  | -  | -  | -  | -  | -  | -  | 1/4 финала    |

## Достижения
- Победитель Дивизиона «А» (1): 2009/10
- Победитель Дивизиона «Б» (1): 2008/09

## Тренеры
- Игорь Урсаки (2010—2011[2], 2014)
- Сергей Ботнараш (2011)[2][3]
- Велизар Попов (2011—2012)[3]
- Лилиан Попеску (2012—2014)